# Cerros de Mavecure
Les Cerros de Mavecure (collines de Mavecure) sont un ensemble de trois monolithes situés dans le sud-est de la Colombie, à 50 km au sud de la ville d'Inírida, sur le Río Inírida et appartiennent au plateau des Guyanes.

## Description
Le complexe se compose de trois collines, Pajarito, Mono et Mavicure (respectivement de 712, 480 et 170 mètres d'altitude) qui ne sont accessibles que par voie fluviale,.
Ces collines sont l'un des principaux sites d'intérêt touristique du département de Guainía. Elles sont situées en plein milieu de la réserve indigène Puinave d'El Remanso.

## Reconnaissance
Les Cerros de Mavecure sont représentées sur les armoiries du département (es),.